# Delias zebuda
Delias zebuda är en fjärilsart som beskrevs av William Chapman Hewitson 1862. Delias zebuda ingår i släktet Delias och familjen vitfjärilar. Inga underarter finns listade i Catalogue of Life.

## Bildgalleri

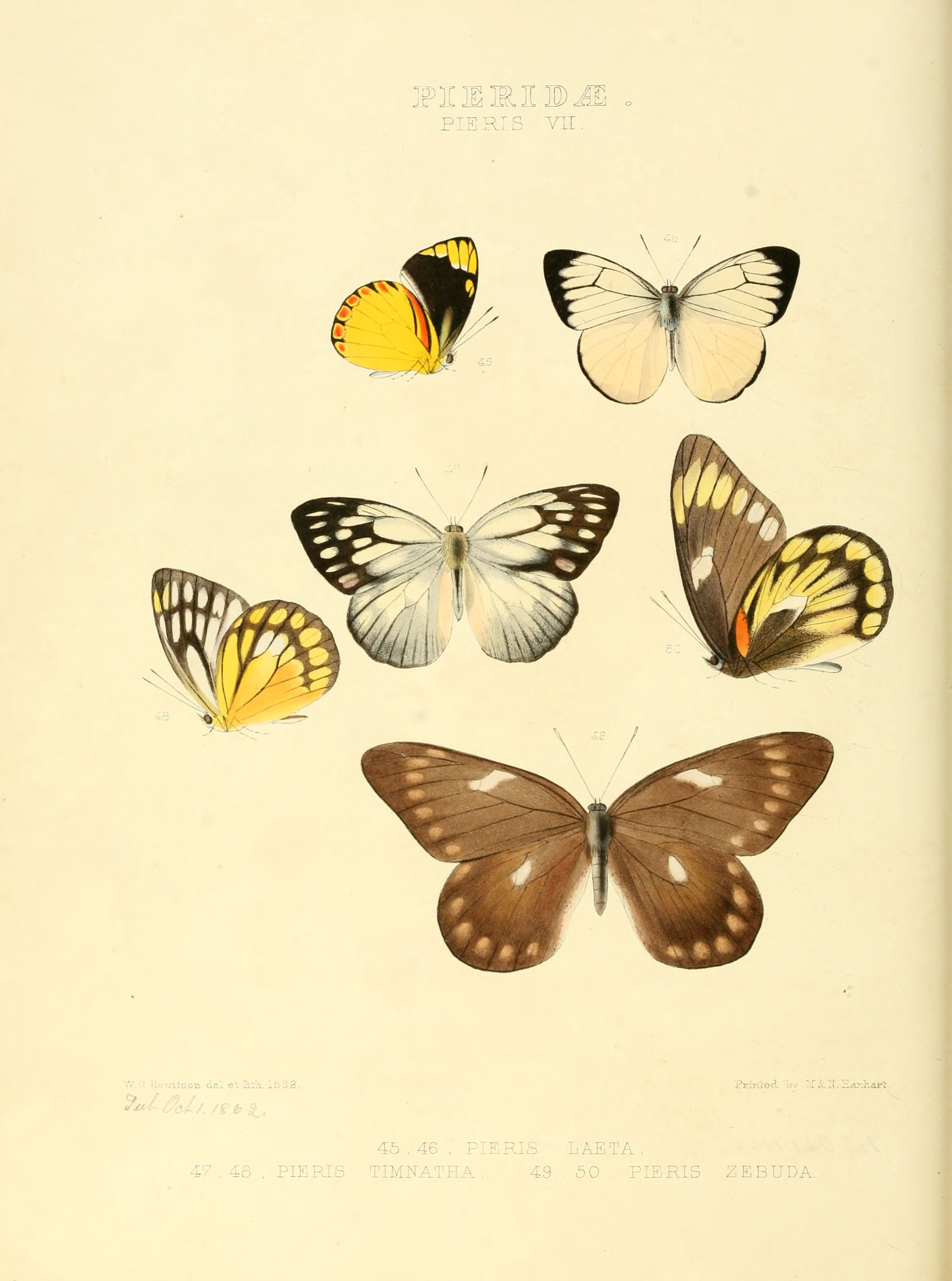